# Jože Hirnök
Jože Hirnök (madžarsko Hirnök József), slovenski politik, sociolog in pisec, * 26. maj 1957, Monošter, † 12. februar 2024, Sombotel.
Bil je predsednik Zveze Slovencev na Madžarskem.

## Življenje

### Mladost in šolanje
Otroška leta je preživel v Sakalovcih, v Slovenskem Porabju, kjer je hodil tudi v osnovno šolo. Njegov oče je bil Madžar, mati pa Slovenka.
Najprej je opravil poklicno izobraževanje in se izučil za strugarja. Nato je maturiral in se zaposlil v Kulturnem domu v Monoštru kot narodnostni referent in kordinator.
Od 1980 je študiral v Sombotelu na pedagoški fakulteti Visoke šole Dániela Berzsenyija (danes Univerza Savaria). Vzporedno (med 1980 in 1986) je študiral na Univerzi v Ljubljani. V Ljubljani je diplomiral kot narodopisni raziskovalec in sociolog.

## Delo

### Družbeno in politično delovanje
Od 1990 do 2019 je bil predsednik Zveze Slovencev na Madžarskem, ki ji je bil tudi soustanovitelj. Leta 1991 je sodeloval v ustanovitvi časopisa Porabje. 26. junija 1991 se je udeležil slovesnosti ob razglasitvi samostojnosti Republike Slovenije v Ljubljani. Nato je v odprtnem pismu prosil vlado Republike Madžarske za priznanje slovenske samostojnosti in obsodbo vojaškega napada jugoslovanske ljudske armade. Odprto pismo je 29. junija prebral tudi na radiu Murski val in izrekel solidarnost ljudstvu Slovenije. Na Hirnökovo pobudo je Zveza Slovencev na Madžarskem kupila zaprošena zdravila in sanitetni material ter organizirala krvodajalsko akcijo na Gornjem Seniku za bolnico v Rakičanu.
Bil je tudi pobudnik ustanovitve slovenskega radia Radio Monošter in organizacije Slovenski kulturni in informativni center v Monoštru.
Bil je avtor več člankov in soavtor nekaterih knjig. Prejel je državna odlikovanja Republike Slovenije, kot tudi  Republike Madžarske.

## Smrt
Umrl je po dolgotrajni bolezni v bolnici v Sombotelu. Bil je pokopan 23. februarja 2024 na pokopališču v Monoštru.